# Göran Abrahamsson
Karl Göran Abrahamsson (Gotemburgo, 19 de septiembre de 1931-Gotemburgo, 6 de marzo de 2018) fue un deportista sueco que compitió en esgrima, especialista en la modalidad de espada. Ganó dos medallas en el Campeonato Mundial de Esgrima en los años 1961 y 1962.

## Palmarés internacional
| Campeonato Mundial | Campeonato Mundial       | Campeonato Mundial | Campeonato Mundial |
| Año                | Lugar                    | Medalla            | Prueba             |
| ------------------ | ------------------------ | ------------------ | ------------------ |
| 1961               | Turín (Italia)           | Medalla de bronce  | Espada por equipos |
| 1962               | Buenos Aires (Argentina) | Medalla de plata   | Espada por equipos |